# Giuseppe Girometti
Giuseppe Girometti, né le 7 octobre 1780 à Rome et mort le 17 novembre 1851 dans la même ville, est un médailleur, graveur en pierres fines et un sculpteur italien.

## Biographie
Giuseppe Girometti est né le 7 octobre 1780 à Rome. Il est le fils de Clementina Patrizi et de Lorenzo.
Élève du sculpteur Vincenzo Pacetti (en), le président de l'Académie des beaux-arts, Giuseppe Girometti attire sur lui l'attention par ses œuvres en marbre exécutées pour la cathédrale de Foligno.
Il abandonne ensuite la sculpture pour la gravure en pierres, et devient un véritable maître dans cet art. Ses camées d'après Canova, Tenerani, etc., d'après ses propres inventions, ses effigies d'après l'antique, ses portraits de célébrités (Raphaël, Léonard de Vinci, Richelieu, Bossuet, Colbert, Racine, La Fontaine, Washington, Napoléon, etc.), lui valent une renommée universelle. Giuseppe Girometti est l'un des plus importants graveurs en pierres fines de la première moitié du XIXe siècle.
En 1812, il est élu à l'Accademia di San Luca à Rome en tant que graveur de pierres et il reçoit de nombreux prix.
En 1822, il est nommé, avec Giuseppe Cerbara (it), graveur principal à la Monnaie papale. Il exécute des médailles commémoratives ou symboliques  pour le pape Pie VII et ses successeurs, ainsi qu'une collection de médailles avec des portraits d'italiens célèbres, celle-là avec le concours de son fils Pietro et de N. Cerbara.
Giuseppe Girometti est mort le 17 novembre 1851 dans sa ville natale.

## Œuvres

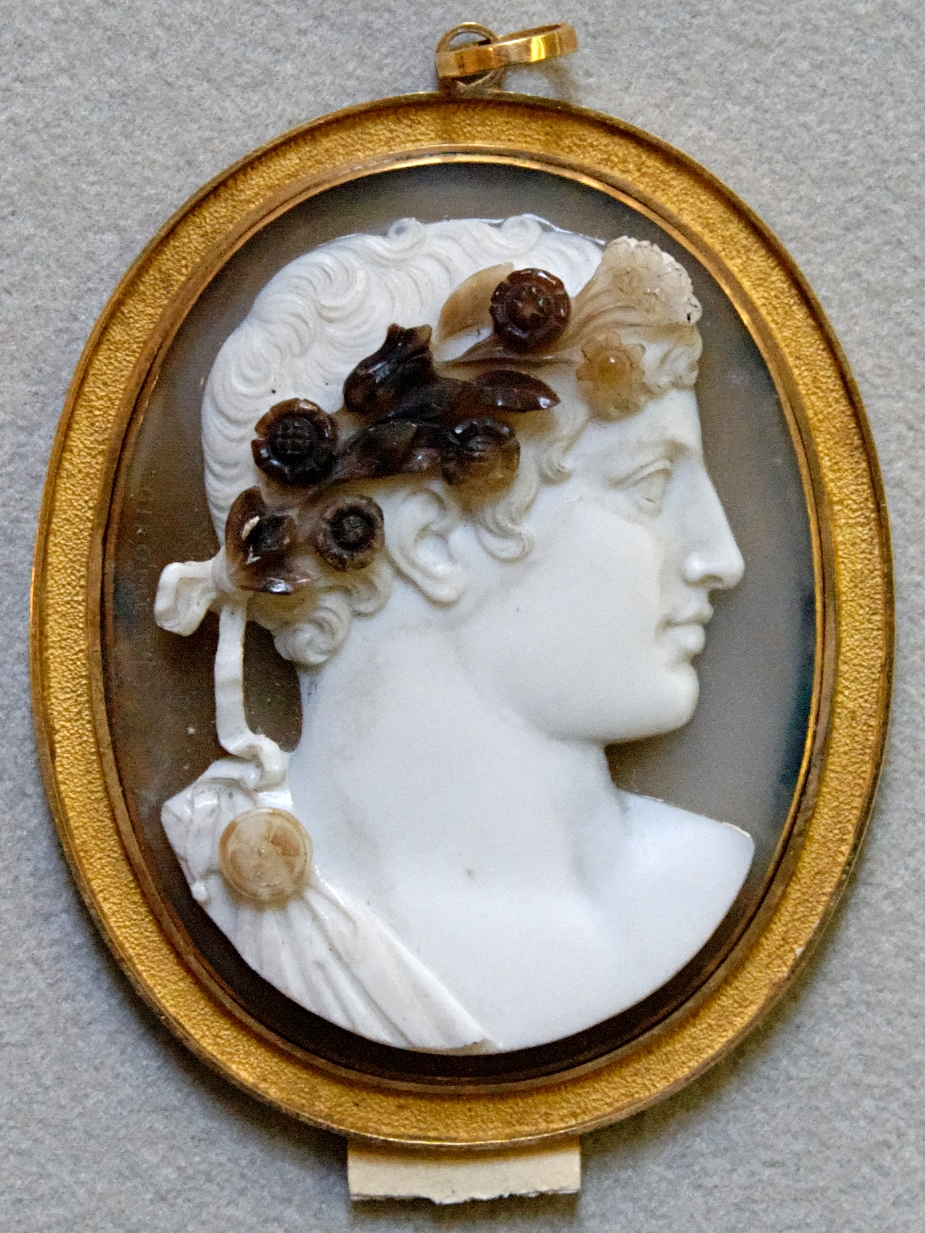
Allégorie du printemps, camée en sardonyx, Paris, département des Monnaies, médailles et antiques de la Bibliothèque nationale de France.

- Ptolemée Philadelphe et Arsinoé, camée sur cornaline[6].

### Dans les collections publiques
- Allégorie du printemps, camée en sardonyx, Paris, département des Monnaies, médailles et antiques de la Bibliothèque nationale de France.
- Cinq camées représentant des peintres italiens : Raphaël, Michel-Ange, Titien, Léonard de Vinci et Corrège, vers 1810-1820, Karlsruhe, Badisches Landesmuseum[4].
- Bracelet Achille, 1846, Paris, musée des arts décoratifs[7].

#### Notices sur Giuseppe Girometti
- (en) Gordon Campbell, The Grove Encyclopedia of Decorative Arts, vol. 1, Oxford University Press, 2006, 1201 p. (ISBN 978-0-19-518948-3, lire en ligne), p. 427.
- (de) Friedrich Faber, Conversations-Lexicon Für Bildende Kunst, vol. 5, Leipzig, Rengersche Buchhandlung, 1850 (lire en ligne), p. 121.
- (de) Friedrich Müller, Die Künstler aller Zeit en und Völker : oder, Leben und Werke der berühmtesten Baumeister, Bildhauer, Maler, Kupferstecher ... etc. ..., vol. 2, Stuttgart, Ebner & Seubert, 1860, 644 p. (lire en ligne), p. 244-245.
- (en) Lucia Pirzio Biroli Stefanelli, Grove Art Online, Oxford University Press, 1996 (ISBN 978-1-884446-05-4, lire en ligne).
- (it) Lucia Pirzio Biroli Stefanelli, Dizionario Biografico degli Italiani, vol. 56, 2001 (lire en ligne).
- (de) Ulrich Thieme, Felix Becker et Fred. C. Willis, Allgemeines Lexikon der Bildenden Künstler von der Antike bis zur Gegenwart, vol. 14, E. A. Seemann, 1921, 600 p. (lire en ligne), p. 189-190.
- VVAA, La Grande Encyclopédie : inventaire raisonné des sciences, des lettres, et des arts, par une société de savants et de gens de lettres, vol. 18, Paris, Henri Lamirault, 1893, 1200 p. (lire en ligne), p. 979.

#### Sur ses œuvres
- Michel Duchamp, « Cinq camées de Giuseppe Girometti dans la collection du Badisches Landesmuseum de Karlsruhe », Jahrbuch der Staatlichen Kunstsammlungen in Baden-Württemberg, no 30,‎ 1993.

#### Autres ouvrages
- Histoire du travail et monuments historiques : catalogue général, Édouard Dentu, 1866, 405 p. (lire en ligne), p. 356.